# صاریغ تک‌خط
صاریغ تک‌خط (نام علمی: Monodelphis unistriata) نام یک گونه از سرده تک‌زهدان‌ها است.